# Odwodnienie hipertoniczne
Odwodnienie hipertoniczne – zaburzenie gospodarki wodnej, w którym dochodzi do niedoboru wody w organizmie, przebiegające z podwyższoną molalnością płynów ustrojowych, czyli ich hipertonią.

## Przyczyny
- pobór niewystarczającej ilości wody u osób nieprzytomnych lub z zaburzeniami połykania
- utrata wody ubogiej w elektrolity, co zdarza się przy hiperwentylacji
- utrata hipotonicznych płynów w moczówce prostej
- nadmierna diureza osmotyczna występująca w przypadku hiperglikemii doprowadzającej do glukozurii

## Objawy
Objawy są zależne od stopnia odwodnienia komórek ośrodkowego układu nerwowego oraz szybkości narastania odwodnienia:
- uczucie silnego pragnienia;
- znaczna suchość błon śluzowych oraz skóry, doprowadzająca do utraty sprężystości skóry, tzw. „skóra plastelinowata”;
- splątanie, omamy zależne od stopnia odwodnienia komórek OUN;
- tachykardia;
- oliguria;
- hipertermia.

W związku z hipertonią płynów ustrojowych, powstaje gradient osmotyczny, który pogłębia odwodnienie wewnątrzkomórkowe i dlatego ten typ odwodnienia doprowadza do większego stopnia odwodnienia komórek niż w odwodnieniu izotonicznym.
W badaniach dodatkowych stwierdza się hipernatremię oraz podwyższenie stężenia kreatyniny.

## Leczenie
Leczenie polega na podawaniu drogą doustną płynów niezawierających elektrolitów (na przykład niesłodzona herbata), a w przypadku konieczności uzupełnienia płynów drogą pozajelitową stosuje się płyny hipotoniczne (0,45% roztwór NaCl). Niedobór wody w organizmie, a więc objętość płynu do przetoczenia wyznacza się ze wzoru:
{\displaystyle niedobor\,wody={\frac {stezenie\,aktualne\,sodu-stezenie\,docelowe\,sodu}{stezenie\,docelowe\,sodu}}\cdot masa\,ciala\,[{\text{kg}}]\cdot 0{,}6}